# BalenaEtcher

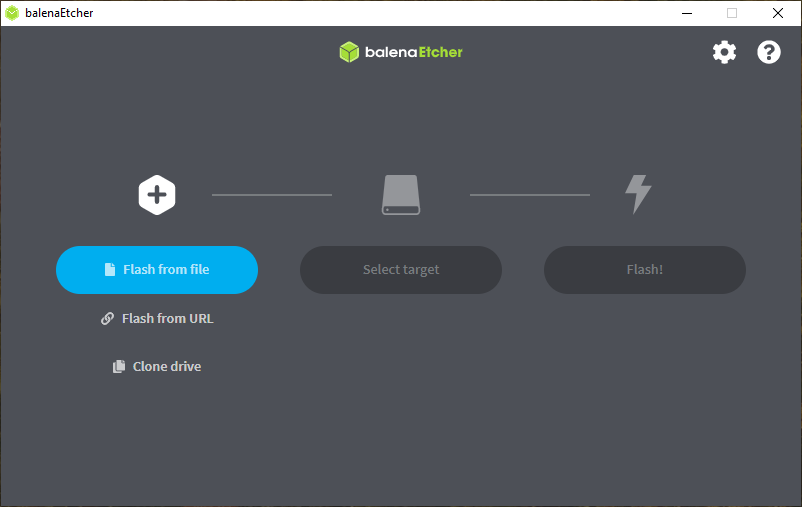
Interfejs programu

balenaEtcher – darmowe otwarte oprogramowanie służące do zapisywania obrazów .iso, .img lub .zip na karty SD lub dyski USB. Program został opracowany przez Balenę. Jest wspierany na Windowsie 10 lub nowszym, MacOS 10.13 lub nowszy i Linuxie.

## Funkcje
Etcher jest używany poprzez graficzny interfejs, można jednak użyć poleceń tekstowych. Posiada minimalistyczny i nowoczesny interfejs. Programu można użyć do stworzenia Live USB.
Aby nagrać obraz, należy wybrać plik, a następnie wybrać partycję na dysku i rozpocząć operację. Program ma możliwość nagrania obrazu z pliku lokalnego, z internetu lub sklonowania dysku.